# ホンネちゃんとソンタくん
『ホンネちゃんとソンタくん』（ほんねちゃんとそんたくん）とは、2020年12月26日の15:30 - 16:30（『スペシャルサタデー』第3部）にテレビ朝日で放送されたバラエティ番組である。

## 概要
世の中で今、流行している様々なことを忖度なしの本音で検証・調査する。

## 出演者

### 司会
- ネプチューン

### 進行
- 三谷紬（テレビ朝日アナウンサー）

### ゲスト
- 高橋茂雄
- 辻希美
- 杉浦太陽
- 椿鬼奴
- 大（グランジ）

## ネット局
- テレビ朝日（製作局）
- 北海道テレビ（HTV）
- 山口朝日放送（YAB）

## スタッフ
- 製作：テレビ朝日